# Álvares Florence

Vị trí của Álvares Florence

Álvares Florence là một đô thị ở bang São Paulo, Brasil. Thành phố này có dân số (năm 2007) là 3902 người, diện tích là 361,844 km², mật độ dân số 10,4 người/km². Đô thị này nằm cách thủ phủ bang São Paulo 538 km. Đô thị này nằm ở khu vực khí hậu cận nhiệt đới. Theo điều tra năm 2000, đô thị này có chỉ số phát triển con người 0,771, tuổi thọ bình quân 71,92 năm, tỷ lệ biết đọc biết viết là 85,8%. 